# Varieté (1925)
Varieté is een Duitse film uit 1925, geregisseerd door E.A. DuPont en met in de hoofdrollen Emil Jannings, Lya De Putti, Warwick Ward en Maly Delschaft.

## Verhaal
Trapeze-artiest Boss Huller (Jannings) begint een affaire met zijn mooie collega Berta-Marie. Wanneer circusdirecteur Artinelli op een dag de twee ontdekt, biedt hij ze een baan aan in zijn reizende circus. Boss besluit dat te doen en verlaat zijn vrouw en kind daarvoor. Hij houdt van het leven in het nieuwe circus en geniet met volle teugen tot Boss Artinelli met Berta-Marie samen ziet.

## Rolverdeling
| Acteur         | Personage    |
| -------------- | ------------ |
| Emil Jannings  | Boss Huller  |
| Maly Delschaft | wife of Boss |
| Lya De Putti   | Bertha       |
| Warwick Ward   | Artinelli    |
| Georg John     |              |

## Verwijzingen
- (en)   Varieté in de Internet Movie Database
- Artikel over Varieté op silentsaregolden.com